# Peperomia hamiltoniana
Peperomia hamiltoniana är en pepparväxtart som beskrevs av Friedrich Anton Wilhelm Miquel. Peperomia hamiltoniana ingår i släktet peperomior, och familjen pepparväxter. Inga underarter finns listade i Catalogue of Life.